# Commission scolaire de la Baie-James
 (septembre 2020).
Pour les raisons suivantes :
- Les commissions scolaires québécoises étaient une forme de gouvernement local composé de commissaires élus et disposant de pouvoirs de taxation. Leur admissibilité dans Wikipédia est bien établie.
- Par contre, les centres de service scolaires sont plutôt des centres administratifs relevant du ministère de l'Éducation. Leur mode de gestion et leurs pouvoirs sont différents de ceux des commissions scolaires. Leur admissibilité selon les critères de Wikipédia n'a pas encore été démontrée.
- Vu leur nature différente, les éventuels articles sur les centres de services scolaires devraient être distincts de ceux des commissions scolaires, et non des renommages de ceux-ci.
- Les contributeurs sont invités à discuter de ce sujet sur Discussion Projet:Québec.

La commission scolaire de la Baie-James est une ancienne commission scolaire. Elle est remplacée par le centre de services scolaire desservant la municipalité régionale de comté Jamésie dans la région de Nord-du-Québec au Québec (Canada).
- Chapais comprend les écoles

Saint-Dominique-Savio et 
Le Filon
- Chibougamau comprend les écoles

Bon-Pasteur, 
Notre-Dame-du-Rosaire, 
Vatican II et 
La Porte-du-Nord
- Lebel-sur-Quévillon comprend les écoles

Boréale et 
La Taïga
- Matagami comprend les écoles

Galinée et 
Le Delta
- Radisson-VVB comprend les écoles

Beauvalois et 
Jacques-Rousseau